# Пригоди Філібера
«Пригоди Філібера» — фільм 2011 року.

## Зміст
16-те століття. Головний герой на ім'я Філібер займається сімейним господарством і чекає, коли ж знайде собі підходящу пару для одруження. Та перед смертю батько розповідає хлопцю, що той насправді дворянський син, якого селяни приховали від ворогів. Тепер новоспеченому лорду доведеться дізнатися правду про своє минуле і повернути собі втрачене життя.